# Dillenia sibuyanensis
Dillenia sibuyanensis är en tvåhjärtbladig växtart som först beskrevs av Adolph Daniel Edward Elmer, och fick sitt nu gällande namn av Merrill. Dillenia sibuyanensis ingår i släktet Dillenia och familjen Dilleniaceae. Inga underarter finns listade i Catalogue of Life.